# TripleS
TripleS (cách điệu là tripleS /ˈtrɪpəlɛs/; tiếng Hàn: 트리플에스; Romaja: Teulipeul-eseu; tiếng Nhật: トリプルエス) là một nhóm nhạc nữ Hàn Quốc được thành lập bởi MODHAUS. Nhóm được giới thiệu với công chúng thông qua một dự án trước khi ra mắt bắt đầu vào tháng 5 năm 2022, trong đó từng thành viên trong số 24 thành viên được tiết lộ định kỳ. Họ đặt mục tiêu trở thành nhóm nhạc thần tượng K-pop phi tập trung đầu tiên trên thế giới. Các thành viên sẽ luân phiên giữa các hoạt động nhóm, nhóm nhỏ và solo, do người hâm mộ lựa chọn vì họ sẽ có thể tham gia và giao tiếp với nhóm, chẳng hạn như quyết định các nhóm nhỏ và nội dung thông qua thẻ ảnh NFT có tên 'Objekts'. Concept của nhóm là các thành viên có khả năng đặc biệt 'S' và họ sẽ hợp lực và thể hiện khả năng của mình thông qua 'Dimension' và sẽ được tái tạo mỗi mùa với các concept mới.
Họ ra mắt chính thức với tư cách là một nhóm vào ngày 13 tháng 2 năm 2023 với mini album đầu tay, Assemble.

## Tên gọi
Tên nhóm "tripleS" có nghĩa là "Thần tượng của mọi khả năng" và ba chữ S là viết tắt của "Social, Sonyo, Seoul" (Xã hội, Thiếu nữ, Seoul).

## Lịch sử

### Hoạt động trước khi ra mắt
Trước khi gia nhập MODHAUS, nhiều thành viên đã tham gia vào ngành giải trí. Jeong Hyerin là một nữ diễn viên nhí của Kids Planet, cô xuất hiện lần đầu trong web-series năm 2018 Between Us; cô cũng xuất hiện trong quảng cáo sách giáo khoa tiếng Nhật. Jeong Hyerin và Kim Nakyoung là cựu thực tập sinh của P Nation. Lee Jiwoo là cựu thực tập sinh của SM Entertainment, JYP Entertainment, YG Entertainment và FNC Entertainment. Seo Dahyun là cựu thực tập sinh của Source Music. Kim Soomin trước đây đã thử giọng cho P Nation và Jellyfish Entertainment. Kaede từng là một cựu người mẫu nhí và cô ấy là người mẫu độc quyền cho Tạp chí Nhật Bản Nico☆Puchi cho đến năm 2019; sau khi rời đi, cô trở thành người mẫu cho các nhãn hiệu quần áo Lindiha và LIZLISA.
Kim Chaeyeon là cựu thành viên của Busters và CutieL, đồng thời là diễn viên và MC cho các chương trình truyền hình dành cho trẻ em Cooking Class, Tok!Tok! Boni Hani, và Quiz Monster. Kim Nakyoung là em gái của Bibi và xuất hiện trong tập cuối của chương trình sống còn SBS The Fan. Năm 2021, Seo Dahyun xuất hiện trong một tập của web-show thực tế nổi tiếng Hàn Quốc Sixth Sense.
Lee Jiwoo và Kim Yooyeon là cựu thí sinh của chương trình sống còn My Teenage Girl của đài MBC. Lee Jiwoo lần đầu tham gia diễn xuất trong web drama I:LOVE:DM và cũng là nữ diễn viên chính trong các đoạn giới thiệu của My Teenage Girl. Lee Jiwoo bị loại ở vòng thứ sáu với vị trí thứ 18, trong khi Kim Yooyeon bị loại ở vị trí thứ 8 trong tập cuối cùng. Gong Yubin là một thí sinh trong chương trình nấu ăn dành cho lứa tuổi thiếu niên của TV Chosun I am Chef, lọt vào top 3 chung cuộc. Nien, Kotone và Xinyu từng là thí sinh trong chương trình sống còn Girls Planet 999 của Mnet. Trong khi Nien bị loại ở tập 8 với thứ hạng C15, cả Kotone và Xinyu đều bị loại ở tập 11, với Kotone xếp hạng P24 và J09, Xinyu xếp hạng P22 và C07.

### 2022: Công bố S1 tới S10,Acid Angel from Asiavà chính thức ra mắt tại Hàn Quốc
Vào ngày 18 tháng 2 năm 2022, Modhaus thông báo rằng họ sẽ ra mắt "nhóm nhạc nữ có sự tham gia của người hâm mộ" đầu tiên trên thế giới và nhóm sẽ bắt đầu ra mắt vào nửa đầu năm nay. Nhóm được dẫn dắt bởi CEO Jaden Jeong, người từng làm việc với các công ty như JYP Entertainment, Woollim Entertainment, Sony Music Korea và Blockberry Creative.
Nhóm thành viên đầu tiên được tiết lộ hai tuần một lần từ tháng 5 năm 2022 đến tháng 9 năm 2022 (theo thứ tự), được gọi từ S1 tới S8 lần lượt là Yoon Seoyeon,Jeong Hyerin, Lee Jiwoo, Kim Chaeyeon, Kim Yooyeon, Kim Soomin, Kim Nakyoung, và Gong Yubin.
Vào ngày 12 tháng 7, có thông báo rằng tripleS sẽ hợp tác với GS25. GS25 sẽ bán các sản phẩm bộ cộng tác tripleS và thẻ ảnh ngoại tuyến trong nửa cuối năm 2022.
Vào ngày 8 tháng 8, tripleS đã phát hành ứng dụng chính thức Cosmo, cũng như gói thẻ ảnh kỹ thuật số đầu tiên của họ được đổi thành mã thông báo NFT để bỏ phiếu trong các sự kiện trong tương lai trên ứng dụng.

#### Acid Angel from Asia& <Access>
Vào ngày 16 tháng 9, có thông báo rằng tripleS sẽ bắt đầu chuẩn bị cho các hoạt động ra mắt của nhóm nhỏ, hai nhóm nhỏ bao gồm Acid Angel from Asia (AAA) và +(KR)ystal Eyes, với Acid Angel from Asia sẽ có hoạt động ra mắt đầu tiên vào tháng 10. Acid Angel from Asia ra mắt chính thức vào ngày 28 tháng 10 năm 2022 với EP Access. Bản vật lý được dự định sẽ ra mắt sau đó vào ngày 07 tháng 11, nhưng do thảm họa giẫm đạp Halloween tại Itaewon xảy ra, kế hoạch được dời sang ngày 09 tháng 11, sau khi kết thúc một tuần tưởng niệm. Trong khoảng thời gian này, series SIGNAL cũng hoãn lại để bày tỏ thương xót.
Màn ra mắt đạt được thành công cả về mặt thương mại lẫn phê bình, "Generation" được đề cử trên SBS M's The Show, và Access đạt No. 1 trên bảng xếp hạng album iTunes US K-POP.
Nhóm thành viên thứ hai được tiết lộ vào tháng 11 (theo thứ tự), Kaede và Seo Dahyun. Vào tháng 11, tripleS thông báo rằng họ sẽ ra mắt nhóm nhỏ gồm 10 thành viên vào đầu năm 2023. Người hâm mộ sẽ có thể bình chọn trong số 8 bài hát mà họ muốn bài hát nào sẽ dẫn đầu.

### 2023: Công bố S11 tới S20, tripleS ra mắt chính thức,+(KR)ystal Eyes, EVOLution,LOVElution, Aria, NXT & chuyến lưu diễn đầu tiên <Authentic>

#### tripleS & <Assemble>
Vào ngày 28 tháng 12, tripleS thông báo rằng họ sẽ bắt đầu mở rộng chi nhánh sang Nhật Bản vào tháng 1 năm 2023. Nhóm thành viên thứ ba bắt đầu lộ diện từ tháng 1 năm 2023 (theo thứ tự) là Kotone (02/01/2023) và Kwak Yeonji (16/01/2023). Cùng ngày 16 tháng 1, tripleS mở đặt trước cho album đầu tiên ASSEMBLE, đồng thời thông báo về pre-concert đầu tiên.
Vào ngày 13 tháng 2, tất cả các thành viên được công bố ngoại trừ Kotone và Yeonji đã phát hành EP đầu tay của tripleS, Assemble, với ca khúc chủ đề "Rising".

#### +(KR)ystal Eyes& <AESTHETIC>
Ngày 17 tháng 3, một bài đăng trên Edaily đã khẳng định rằng nhóm nhỏ thứ hai, +(KR)ystal Eyes, sẽ ra mắt vào tuần đầu tiên của tháng 5. Nien được giới thiệu vào ngày 20/3, trở thành thành viên thứ 13.
Ngày 27 tháng 3, Third Gravity đã được tổ chức để quyết định tên cộng đồng fan của nhóm. Màn bầu chọn diễn ra từ ngày 8 tới ngày 10 tháng 4, và WAV đã được lựa chọn thành cái tên chiến thắng, trở thành tên fandom của tripleS.
Ngày 4 tháng 5, nhóm nhỏ thứ hai, +(KR)ystal Eyes chính thức ra mắt với mini album đầu tay AESTHETIC. Video âm nhạc cho bài hát chủ đề "Cherry Tal" được dự định sẽ phát hánh lúc 12:00 trưa (KST) cùng ngày, nhưng MODHAUS đã thông báo rằng sẽ video sẽ bị hoãn tới 18:00 chiều cùng ngày, cùng thời điểm phát hành album số. Tuy nhiên, 1 giờ trước khi được phát hành theo lịch mới, video lại bị hoãn lần tiếp theo, không có thời gian cụ thể phát hành. Khoảng 16:00 chiều (KST), MODHAUS đã thông báo trên Discord chính thức của tripleS về những trục trặc với việc phát hành M/V "Cherry Talk" và việc vắng mặt trên truyền hình. Trong thông báo, MODHAUS đã cho biết rằng KRE sẽ chỉ biểu diễn trên MCOUNTDOWN do "các thế lực kiểm soát tripleS", hàm ý một thế lực bên ngoài đã ngăn chặn tripleS xuất hiện trên các chương trình truyền hình. Đồng thời, công ty cũng gửi lời xin lỗi do sự hoãn phát hành M/V và cho biết là do đòi hỏi CGI rất nhiều, và cần được cải thiện cho tới khi có thể tốt nhất. M/V "Cherry Talk" sau đó được phát hành lúc 21:00 tối (KST) ngày tiếp theo, 5/5. Ngày 18 và 25 cùng tháng, SeoYeon và JiWoo xác nhận tham gia chương trình thực tế sống còn Queendom Puzzle của Mnet. Ngày 27 tháng 5, teaser cho M/V Touch+ được tung ra.
Ngày 21 tháng 6, teaser cho M/V Touch+ được tung ra, và M/V được phát hành ngày 22 tháng 6. +(KR)ystal Eyes bắt đầu quảng bá trên truyền hình trở lại từ ngày 23 tại Music Bank, và Touch+ được phát hành trên các nền tảng nhạc số ngày 27.

#### ACID EYES & <Cherry Gene>
Ngày 1 tháng 6, ACID EYES, nhóm nhỏ kết hợp của AAA (Acid Angel from Asia) và KRE (+(KR)ystal Eyes) tung lịch trình cho single remix/kết hợp Cherry Gene, bao gồm các bản remix của Gene (Generation - AAA) và Cherry (Cherry Talk - +(KR)ystal Eyes). M/V visualizer cho Cherry Gene được phát hành ngày 6 tháng 6, cùng với single Cherry Gene 'Baddest Mix' phát hành trên các nền tảng nhạc số. Ban đầu, bản phát hành vật lý tiêu chuẩn được lên kết hoạch, nhưng MODHAUS đã từ chối do lo ngại về quá tải tiêu dùng. Các bản vật lý chỉ có được thông qua việc chiến thắng trong một số fansign nhất định.
Ngày 6 tháng 7, các bài còn lại của Cherry Gene được phát hành trên các nền tảng nhạc số, gồm hai bản remix mới: Cherry Gene 'Hy-Fluid Mix' và Cherry Gene 'Testarossa Mix'.

#### LOVElution& <ↀ>
Ngày 4 tháng 4, ảnh teaser của SoHyun được công bố, và chính thức trở thành S14 10 ngày sau đó, ngày 14 tháng 4. Ngày 20 tháng 4, Fourth Gravity được tổ chức, và fan sẽ bình chọn cho đưa các thành viên vào hai nhóm nhỏ tiếp theo EVOLution và LOVElution từ ngày 21 tới 30 tháng 4. S15 và S16 (lúc đó chưa được công bố), đã được chia vào hai nhóm từ trước để tạo thành hai nhóm nhỏ tám thành viên. Kết quả là JiWoo, ChaeYeon, YooYeon, SooMin, NaKyoung, Kotone và YeonJi được phân vào EVOLution, trong khi SeoYeon, HyeRin, YuBin, Kaede, DaHyun, Nien và SoHyun trở thành thành viên của LOVElution. Phần thứ hai của Gravity sẽ quyết định thứ tự ra mắt của hai nhóm nhỏ. Vào ngày 1 tháng 5, LOVElution được quyết định sẽ ra mắt trước.
Ngày 26 tháng 6, Xinyu được giới thiệu cùng LOVElution qua SIGNAL tập 303, dù bị làm mờ để giữ bí mật. Ảnh teaser của cô được tung ra ngày 30 tháng 6 và Xinyu chính thức được công bố là S15 và là thành viên cuối cùng của LOVElution ngày 2 tháng 7.
Ngày 7 và 11 tháng 8, hai teaser cho M/V "Girls' Capitalism" được tung ra, lần lượt là 'ℂool Ver.' và 'ↁivine Ver.'. LOVElution chính thức ra mắt với M/V cho bài hát "Girls' Capitalism" được phát hành vào ngày 17 tháng 8. Cùng ngày, mini album đầu tiên "ↀ" (đọc là: "Muhan", tức "vô hạn"'') được ra mắt trên các nền tảng nhạc số.

#### EVOLution& <⟡>
S16, như đã công bố ngày 20 tháng 4, sẽ là thành viên thứ 8 và cuối cùng của EVOLution, và vào ngày 19 tháng 7, teaser của Mayu chính thức được phát hành, đồng nghĩa với việc Mayu là S16. 
YooYeon được công bố là thành viên đầu tiên vào ngày 22 tháng 4, tiếp theo là ChaeYeon ngày 23, NaKyeong ngày 24, JiWoo ngày 25, Kotone ngày 26, SooMin ngày 27, và YeonJi ngày 28, và Mayu này 19 tháng 7 sau khi chính thức xuất hiện. Vào ngày cuối cùng của Gravity, EVOLution đã được quyết định sẽ quảng bá sau LOVElution, trở thành nhóm nhò thứ năm của tripleS.
Ngày 17 tháng 8, EVOLution được thông báo là sẽ ra mắt ngày 4 tháng 10. Tuy nhiên, tới ngày 1 tháng 9, màn ra mắt của EVOLution sẽ bị hoãn sang ngày 11 tháng 10 để tránh trùng với lễ Chuseok và Asian Games.
Ngày 18 tháng 8, nhóm bắt đầu ghi hình cho video âm nhạc sẽ ra mắt. Ngày 27 tháng 9, teaser đầu tiên "♢ Ver" được đăng tải, và teaser tiếp theo "♦ Ver." được đăng tải sau một tuần, ngày 4 tháng 10.
Vào ngày 11 tháng 10, nhóm chính thức ra mắt với EP <⟡> (Đọc là Mujuk, tức "Vô địch") cùng M/V cho bài hát chủ đề "Invincible". Sau đó, nhóm bắt đầu quảng bá trên truyền hình, và kết thúc quảng bá ngày 29 tháng 10, sau lần biểu diễn thứ hai tại Inkigayo. 

#### NXT
Ngày 31 tháng 10, một video teaser với tiêu đề tripleS NEXT được phát hành, với sự xuất hiện của 4 thành viên tiếp theo, lần lượt được gọi là S17, S18, S19 và S20. Ngày 22 tháng 11, một bức ảnh về thuật toán dijkstra được công bố, bao gồm hình ảnh bàn tay của 4 thành viên. Ngày 11 tháng 12, hình ảnh teaser đã được công bố cho nhóm nhỏ gồm các thành viên từ S17 tới S20, gọi là tripleS NXT. Vào ngày 14 tháng 12, một video giới thiệu cho NXT được phát hành. 
Sau đó một tuần, ngày 21 tháng 12, Lynn được công bố là S17, JooBin là S18 ngày 22, Jeong HaYeon là S19 ngày 23 và ShiOn là S20 ngày 24. 
Ngày 23 tháng 12, NXT tung đĩa đơn trực tuyến đầu tay <Just Do It> lúc 18:00 KST, trước khi 2 thành viên HaYeon và ShiOn được công bố chính thức, dù tên và vị trí của cả hai đã được công bố trong một bài viết quảng bá trước đó. Cùng lúc, video lyrics cho <Just Do It> được đăng tải trên kênh YouTube của nhóm, với hình ảnh 4 thành viên quay lưng lại để không tiết lộ S19 và S20.
Ngày 26 tháng 12, teaser video của S17 Lynn được đăng tải trên kênh YouTube của nhóm với concept trong video tương đồng với tripleS OT10 trong video âm nhạc "Rising". 
Ngày 27 tháng 12, teaser video của S18 JooBin được đăng tải trên kênh YouTube của nhóm với concept trong video tương đồng với nhóm nhỏ EVOLution trong video âm nhạc "Invincible".
Ngày 28 tháng 12, teaser video của S19 HaYeon được đăng tải trên kênh YouTube của nhóm với concept trong video tương đồng với nhóm nhỏ LOVElution trong video âm nhạc "Girls' Capitalism".
Ngày 29 tháng 12, teaser video của S20 ShiOn được đăng tải trên kênh YouTube của nhóm với concept trong video tương đồng với nhóm nhỏ Acid Angle from Asia trong video âm nhạc "Generation".
Ngày 30 tháng 12, video vũ đạo của <Just Do It> được đăng tải trên kênh YouTube của nhóm.

#### Aria
Ngày 18 tháng 11, trong SIGNAL số 400, Ninth Gravity (Gravity thứ 9) đã được thông báo. Đây là gravity để quyết định các thành viên của nhóm nhỏ theo phong cách ballad sắp tới, với DaHyun là thành viên cố định từ trước. Thông qua một màn vẽ trực tiếp, bảy bộ tứ đã được chọn ra cho các fan để bình chọn. Ngày 21 tháng 11, tiền-gravity phụ được mở lại để tiếp nhận các gợi ý cho tên của nhóm nhỏ này. Ngày 24 tháng 11, tổ hợp D bao gồm JiWoo, ChaeYeon, Kaede và Nien đã giành chiến thắng. 
Từ ngày 28 tới 30 tháng 11, Tenth Gravity (Gravity thứ 10) quyết định tên nhóm đã diễn ra, với Aria được chọn là tên chính thức trong số 9 lựa chọn.

#### Chuyến lưu diễn đầu tiên <Authentic>
Ngày 28 tháng 7, trên Twitter (bây giờ là X) của nhóm đã đăng tải tweet về thông tin đầu tiên về chuyến lưu diễn vòng quanh thế giới đầu tiên của nhóm <Authentic>, với chặng đầu tiên là tại Hoa Kỳ, bắt đầu từ ngày 24 tháng 9 tới 14 tháng 10 của nhóm nhỏ LOVElution. Vé concert được mở bán sau đó, vào ngày 31 tháng 7. 
Theo kế hoạch, sẽ có 10 thành phố là điểm đến: Atlanta, Reading, Chicago, New York City, Tysons, Akron, Kansas City, Houston, Fort Worth và Los Angeles. Tuy nhiên vào ngày 14 tháng 9, MODHAUS, công ty chủ quản của nhóm, đã thông báo rằng chặng tại thành phố Reading, Pennsylvania đã bị hủy. 
Sau khi kết thúc chặng đầu tiên tại Hoa Kỳ, vào ngày 25 tháng 10, nhóm tiếp tục thông báo về chặng lưu diễn tiếp theo tại Úc tại 3 thành phố: Melbourne, Sydney và Brisbane, từ ngày 20 tới 23 tháng 12. Chặng thứ hai sẽ do nhóm nhỏ EVOLution biểu diễn.

### 2024: Aria, <Authentic> chặng 3, S21 - S24,  ASSEMBLE24, Strong Girl: Badge War 2[66], Glow, Visionary Vision[67]

#### Aria
Ngày 31 tháng 12 năm 2023, teaser dài 35 giây cho video âm nhạc "Door" được đăng tải trên kênh YouTube chính thức của nhóm. Sau đó, vào ngày 2 tháng 1 năm 2023, ảnh teaser đầu tiên của thành viên Kaede được đăng tải trên các trang mạng xã hội của nhóm, sau đó là Nien vào ngày 3 tháng 1, DaHyun vào ngày 4 tháng 1, ChaeYeon vào tháng 5 tháng 1, và cuối cùng là JiWoo ngày 6 tháng 1, và ảnh cả 5 thành viên của nhóm vào ngày 7 tháng 1. Danh sách bài hát cho single "Structure of Sadness" của nhóm, bao gồm hai bài hát, được công bố vào ngày 8 tháng 1 . 
Sau đó, vào ngày 13 tháng 1 năm 2023, video giới thiệu về 2 bài hát trong single được đăng tải trên kênh YouTube của nhóm.
Vào ngày 15 tháng 1 năm 2023, video âm nhạc chính thức cho bài hát chủ đề "Door" được đăng tải, đồng thời single "Structure of Sadness" cũng được phát hành trên các nền tảng nhạc số, đánh dấu màn ra mắt của nhóm. 

#### <Authentic> chặng 3
Ngày 3 tháng 1 năm 2024, trên tài khoản mạng xã hội chính thức của nhóm đã đăng tải những thông tin đầu tiên về chặng 3 của tour <Authentic> tại Seoul, tổ chức vào ngày 3 và 4 tháng 2.
Ngày 11 và 12 tháng 1 năm 2024, thông tin về các bài hát sẽ được hai nhóm nhỏ LOVElution và EVOLution được đăng tải, tuy nhiên có một số bài hát được tô đi với mục đích giữ bí mật. 
Ngày 2 tháng 2 năm 2024, tripleS tổ chức một concert trước để bù đắp cho sự cố ở pre-con <Assemble> hồi 2023. Ngày 3 và 4 tháng 2, chặng thứ ba tại Seoul của tour <Authentic> đã diễn ra, với 2 nhóm nhỏ LOVElution và EVOLution trình diễn theo thứ tự lần lượt vào ngày 3 và 20 thành viên từ S1 tới S20 biểu diễn vào ngày 4. 

#### Công bố S21-S24
Ngày 25 tháng 3 năm 2024, trên các tài khoản mạng xã hội của nhóm đã đăng hình teaser đầu tiên cho S21 - thành viên thứ 21 của nhóm, với thông báo teaser video sẽ được phát hành ngày 01 tháng 4 năm 2024. 
Lần lượt vào ngày 26 tháng 3 với hình teaser đầu tiên cho S22 và thông báo teaser video sẽ được phát hành ngày 02 tháng 4 năm 2024; ngày 27 tháng 3 với hình teaser đầu tiên cho S23 , với thông báo teaser video sẽ được phát hành ngày 3 tháng 4 năm 2024; và ngày 28 tháng 3 với  hình teaser cho S24 - cũng là thành viên cuối cùng, với thông báo teaser video sẽ được phát hành ngày 4 tháng 4 năm 2024.
Ngày 01 tháng 4, video teaser của S21 đã được công bố, tiết lộ danh tính là Kim ChaeWon. Ngày 02 tháng 4, video của teaser của S22 - Sullin - thành viên người Đông Nam Á duy nhất trong nhóm. Ngày 3 tháng 4, video teaser của S23 - SeoAh. Ngày 4 tháng 4, video teaser của S24 - JiYeon. 
Ngày 9 tháng 4, Kim ChaeWon chính thức gia nhập tripleS với tư cách thành viên thứ 21, tiếp đến là Sullin vào ngày 10 tháng 4, SeoAh ngày 11 tháng 4 và JiYeon ngày 13 tháng 4. Từ đây, đội hình của tripleS chính thức hoàn chỉnh sau gần 2 năm kể từ khi công bố thành viên đầu tiên Yoon SeoYeon.

#### ASSEMBLE24
Ngày 4 tháng 2, sau khi kết thúc chặng 3 của tour <Authentic> tại Seoul, một đoạn teaser bất ngờ đã được công bố về Grand Gravity tiếp theo bình chọn cho bài hát chủ đề cho tripleS OT24. 
Ngày 14 tháng 2, trong số SIGNAL của hôm đó đã đăng tải video về teaser như trên, hé lộ sẽ diễn ra trong tháng 2. 
Ngày 15 tháng 02 năm 2024, trên kênh YouTube chính thức của nhóm đã đăng tải 4 đoạn cắt từ 4 bài hát được lựa chọn cho Gravity bầu chọn bài hát chủ đề cho lần ra mắt tripleS với 24 thành viên <ASSEMBLE24>, lần lượt đánh chữ từ A tới D là Girls Never Die, Midnight Flower, Bionic Power, Non-Scale. Ngày 17 tháng 02, 4 video đoạn cắt tiếp theo được đăng tải, đánh chữ từ E tới H là Atmosphere, Too Hot, Recover It Now, Seoul Vice. 
Trong Grand Gravity đầu tiên cho 4 bài hát từ A tới D, Girls Never Die giành chiến thắng, và Too Hot chiến thắng trong 4 bài hát từ E tới H. Từ ngày 19 tới 20 tháng 2, Girls Never Die và Too Hot sẽ thông qua Grand Gravity cuối cùng để chọn ra bài hát chiến thắng trở thành title trong <ASSEMBLE24>. Kết quả là Girls Never Die chiến thắng với số phiếu gấp gần 5 lần Too Hot.
Vào ngày 8 tháng 5, tripleS ra mắt album phòng thu đầu tay Assemble24, đây là lần đầu tiên nhóm hoạt động với đầy đủ 24 thành viên. Album bao gồm 10 ca khúc với đĩa đơn chính "Girls Never Die"
Trong tuần đầu tiên phát hành, <ASSEMBLE24> đạt doanh số 100.000 bản trong 3 ngày, 152.335 bản trong tuần đầu tiên phát hành. Đây là số lượng đĩa bán ra trong tuần đầu nhiều nhất của tripleS, vượt qua <AESTHETIC> của tripleS +(KR)ystal Eyes, cũng là album đầu tiên của nhóm vượt mốc 100.000 bản.
Ngày 14 tháng 5, nhóm giành chiến thắng trên chương trình ca nhạc hằng tuần The Show với "Girls Never Die", đạt số điểm 7600. 
Nhóm kết thúc quảng bá "Girls Never Die" sau ba tuần. 

#### Strong Girl: Badge War 2
Ngày 13 tháng 5 năm 2024, kênh YouTube 1TheK Originals đã đăng tải video đầu tiên giới thiệu phần thứ hai của Strong Girl: Badge War với tên gọi "배지전쟁 완전판:Girls Never Die" (tiếng Anh: Badge War Complete Edition: Girls Never Die), chương trình thực tế riêng của tripleS sản xuất bởi MODHAUS và 1TheK. Chương trình sẽ lên sóng vào lúc 21h giờ Hàn Quốc thứ Sáu hằng tuần. 
Ngày 24 tháng 5, tập đầu tiên "쓰러져도 다시 일어나" (tạm dịch: Có vấp ngã cũng sẽ đứng dậy lần nữa) lên sóng.
Ngày 31 tháng 5, tập thứ hai lên sóng.
Ngày 7 tháng 6, tập thứ ba lên sóng.
Ngày 14 tháng 6, tập thứ tư, cũng là tập cuối cùng, lên sóng với kết quả là Yoon SeoYeon giành chiến thắng với trọn vẹn 11 huy hiệu.

#### Glow
Ngày 13 tháng 6 năm 2024, trên các tài khoản mạng xã hội của nhóm đã đăng tải hình ảnh đầu tiên về single của nhóm nhỏ tiếp theo Glow với tên gọi '내적 댄스' (tiếng Anh: Inner Dance), ấn định phát hành ngày 21 tháng 6 năm 2024.
Ngày 18 tháng 6, một đoạn ngắn đầu tiên của bài hát đã được hé lộ.
Ngày 20 tháng 6, teaser của '내적 댄스' đã được đăng tải với cảnh thành viên JiYeon lái xe cùng Sullin, SeoAh và ChaeWon.
18h giờ Hàn Quốc ngày 21 tháng 6 năm 2024, 'Inner Dance' chính thức được phát hành trên các nền tảng nghe nhạc trực tuyến. Video âm nhạc của Inner Dance được đăng tải trên kênh YouTube của nhóm, đồng thời trên cả tính năng Story của Instagram và lưu ở Highlights trên Instagram nhóm và trên Reels. Trên TikTok, video âm nhạc cũng được đăng tải trên tính năng Story và dưới dạng các video TikTok.

#### Visionary Vision
Ngày 13 tháng 6 năm 2024, số SIGNAL đặc biệt đã được đăng tải, cung cấp những thông tin đầu tiên về một nhóm nhỏ mới với 12 thành viên 'Visionary Vision' tập trung vào kỹ năng nhảy, cùng 3 từ khóa lần lượt là 'Hi-Tech Dance', 'Boyish', 'Level Up'. Đồng thời, 2 thành viên đầu tiên, do chính MODHAUS bầu chọn ra, chính là YuBin và Lynn. 
Grand Gravity bầu chọn ra Visionary Vision bao gồm 3 Gravity nhỏ hơn, như liệt kê bên dưới:
Từ 11:00 trưa ngày 14 tháng 6 tới 8:00 sáng ngày 15 tháng 6 (KST) diễn ra Gravity đầu tiên, bầu chọn ra trưởng nhóm. Kết quả là HyeRin giành chiến thắng, trở thành trưởng nhóm của Visionary Vision.
Từ 11:00 trưa ngày 15 tháng 6 tới 8:00 sáng ngày 16 tháng 6 (KST) diễn ra Gravity tiếp theo, bầu chọn ra 4 thành viên tiếp theo. Kết quả là Kaede, Kotone, YeonJi và SoHyun đạt số como cao nhất.
21:00 ngày 16 tháng 6, luật bí mật đã được công bố, chính là trưởng nhóm có quyền bầu chọn ra một người để trở thành thành viên của Visionary Vision. NaKyeong là thành viên được chọn ra, chính thức là thành viên thứ 8 của nhóm.
Từ 11:00 trưa ngày 17 tháng 6 tới 8:00 sáng ngày 18 tháng 6 (KST) diễn ra Gravity thứ ba và cuối cùng, bầu chọn ra 4 thành viên cuối cùng. Đội hình của Visionary Vision hoàn thiện với sự bổ sung YooYeon, Nien, Xinyu và JiYeon.

## Thành viên
Chú thích:
- Thứ tự thành viên được sắp xếp theo thứ tự ra mắt (được gọi theo số thứ tự S1 tới S24)
- Nhóm hiện tại vẫn chưa chia vai trò cụ thể (kể cả trưởng nhóm)

| Nghệ danh    | Nghệ danh | Số thứ tự | Tên khai sinh   | Tên khai sinh   | Tên khai sinh | Tên khai sinh        | Ngày sinh                      | Nơi sinh                               | Quốc tịch           |
| Latinh       | Hangul    | Số thứ tự | Latinh          | Hangul          | Hanja         | Hán-Việt             | Ngày sinh                      | Nơi sinh                               | Quốc tịch           |
| Yoon Seoyeon | 윤서연    | S1        | Yoon Seo-yeon   | 윤서연          | 尹舒姸        | Doãn Thư Nghiên      | 6 tháng 8, 2003                | Jung, Daejeon, Hàn Quốc                | Hàn Quốc            |
| Jeong Hyerin | 정혜린    | S2        | Jeong Hye-rin   | 정혜린          | 鄭慧潾        | Trịnh Tuệ Lân        | 12 tháng 4, 2007               | Hwanggeum, Suseong, Daegu, Hàn Quốc    | Hàn Quốc            |
| Lee Jiwoo    | 이지우    | S3        | Lee Ji-woo      | 이지우          | 李知禹        | Lý Trí Vũ            | 24 tháng 10, 2005              | Gangnam, Seoul, Hàn Quốc               | Hàn Quốc            |
| Kim Chaeyeon | 김채연    | S4        | Kim Chae-yeon   | 김채연          | 金采嬿        | Kim Thái Yến         | 4 tháng 12, 2004               | Mia, Gangbuk, Seoul, Hàn Quốc          | Hàn Quốc            |
| Kim Yooyeon  | 김유연    | S5        | Kim Yoo-yeon    | 김유연          | 金琉然        | Kim Lưu Nhiên        | 9 tháng 2, 2001                | Banpo, Seocho, Seoul, Hàn Quốc         | Hàn Quốc            |
| Kim Soomin   | 김수민    | S6        | Kim Soo-min     | 김수민          | 金秀珉        | Kim Tú Dân           | 3 tháng 10, 2007               | Namsan, Jung, Daegu, Hàn Quốc          | Hàn Quốc            |
| Kim Nakyoung | 김나경    | S7        | Kim Na-kyoung   | 김나경          | 金拏炅        | Kim Nã Quý           | 13 tháng 10, 2002              | Ulsan, Jung, Yaksa, Hàn Quốc           | Hàn Quốc            |
| Gong Yubin   | 공유빈    | S8        | Gong Yu-bin     | 공유빈          | 孔裕彬        | Khổng Dụ Bân         | 3 tháng 2, 2005 (19 tuổi)      | Giheung, Yongin, Gyeonggi, Hàn Quốc    | Hàn Quốc            |
| Kaede        | 카에데    | S9        | Yamada Kaede    | 야마다 카에데   | 山田楓        | Sơn Điền Phong       | 20 tháng 12, 2005              | Toyama, Nhật Bản                       | Nhật Bản            |
| Seo Dahyun   | 서다현    | S10       | Seo Da-hyun     | 서다현          | 徐多賢        | Từ Đa Hiền           | 8 tháng 1, 2003                | Suyeong, Busan, Hàn Quốc               | Hàn Quốc            |
| Kotone       | 코토네    | S11       | Kamimoto Kotone | 카미모토 코토네 | 嘉味元琴音    | Gia Vị Nguyên Cầm Âm | 10 tháng 3, 2004               | Tokyo, Nhật Bản                        | Nhật Bản            |
| Kwak Yeonji  | 곽연지    | S12       | Kwak Yeon-ji    | 곽연지          | 郭硏知        | Quách Nghiên Trí     | 8 tháng 1, 2008                | Chowol, Gwangju, Gyeonggi, Hàn Quốc    | Hàn Quốc            |
| Nien         | 니엔      | S13       | Hsu Nien Tzu    | 쉬니엔츠        | 許念慈        | Hứa Niệm Từ          | 2 tháng 6, 2003                | Đài Bắc, Đài Loan                      | Đài Loan · Việt Nam |
| Park Sohyun  | 박소현    | S14       | Park So-hyun    | 박소현          | 朴昭玹        | Phác Chiêu Huyền     | 13 tháng 10, 2002              | Songpa, Seoul, Hàn Quốc                | Hàn Quốc            |
| Xinyu        | 신위      | S15       | Zhou Xin Yu     | 저우신위        | 周心语        | Châu Tâm Ngữ         | 25 tháng 5, 2002               | Bắc Kinh, Trung Quốc                   | Trung Quốc          |
| Mayu         | 마유      | S16       | Kouma Mayu      | 코마 마유       | 高麗 真友     | Cao Ly Chân Hữu      | 12 tháng 5 năm 2002 (23 tuổi)  | Tomioko, Gunma, Nhật Bản               | Nhật Bản            |
| Lynn         | 린        | S17       | Kawakami Rin    | 카와카미 린     | 川上 凜       | Xuyên Thượng Lẫm     | 12 tháng 4 năm 2006 (19 tuổi)  | Tokyo, Nhật Bản                        | Nhật Bản            |
| JooBin       | 주빈      | S18       | Joo Bin         | 주빈            | 周彬          | Châu Bân             | 16 tháng 1 năm 2009 (16 tuổi)  | Jeongwang, Siheung, Gyeonggi, Hàn Quốc | Hàn Quốc            |
| Jeong HaYeon | 정하연    | S19       | Jeong Ha-yeon   | 정하연          | 丁夏妍        | Đinh Hạ Nghiên       | 01 tháng 8 năm 2007 (17 tuổi)  | Anyang, Gyeonggi, Hàn Quốc             | Hàn Quốc            |
| Park Shion   | 박시온    | S20       | Park Shi-on     | 박시온          | 朴示溫        | Phác Kỳ Ôn           | 03 tháng 4 năm 2006 (20 tuổi)  | Yuseong, Daejeon, Hàn Quốc             | Hàn Quốc            |
| Kim ChaeWon  | 김채원    | S21       | Kim Chae-won    | 김채원          | 金采湲        | Kim Thái Viên        | 02 tháng 5 năm 2007 (18 tuổi)  | Seochang, Namdong, Incheon, Hàn Quốc   | Hàn Quốc            |
| Sullin       | 설린      | S22       | Pirada Bunraksa | 피라다 분락사   | -             | -                    | 30 tháng 11 năm 2006 (18 tuổi) | Bangkok, Thái Lan                      | Thái Lan            |
| SeoAh        | 서아      | S23       | Jeong Hae-rin   | 정해린          | 鄭楷潾        | Trịnh Khải Lân       | 11 tháng 6 năm 2010 (15 tuổi)  | Ochi, Buk, Gwangju, Hàn Quốc           | Hàn Quốc            |
| JiYeon       | 지연      | S24       | Ji Suh-yeon     | 지서연          | 池諝娫        | Trì Tư Duyên         | 13 tháng 2 năm 2004 (21 tuổi)  | Yongin, Gyeonggi, Hàn Quốc             | Hàn Quốc            |

### Nhóm nhỏ
*Thời gian hoạt động tính từ teaser đầu tiên của nhóm tới khi mọi hoạt động quảng bá kết thúc.
| Thành viên                | STT | Nhóm nhỏ             | Nhóm nhỏ        | Nhóm nhỏ        | Nhóm nhỏ       | Nhóm nhỏ   | Nhóm nhỏ   | Nhóm nhỏ       | Nhóm nhỏ       | Nhóm nhỏ       | Nhóm nhỏ         |
| Thành viên                | STT | Acid Angel from Asia | tripleS (OT10)* | +(KR)ystal Eyes | Acid Eyes**    | LOVElution | EVOLution  | NXT            | Aria           | Glow           | Visionary Vision |
| ------------------------- | --- | -------------------- | --------------- | --------------- | -------------- | ---------- | ---------- | -------------- | -------------- | -------------- | ---------------- |
| Kim YooYeon               | S5  |                      |                 |                 |                |            |            |                |                |                |                  |
| Jeong HyeRin              | S2  |                      |                 |                 |                |            |            |                |                |                |                  |
| Gong YuBin                | S8  |                      |                 |                 |                |            |            |                |                |                |                  |
| Kim NaKyeong              | S7  |                      |                 |                 |                |            |            |                |                |                |                  |
| Kim SooMin                | S6  |                      |                 |                 |                |            |            |                |                |                |                  |
| Lee JiWoo                 | S3  |                      |                 |                 |                |            |            |                |                |                |                  |
| Yoon SeoYeon              | S1  |                      |                 |                 |                |            |            |                |                |                |                  |
| Kim ChaeYeon              | S4  |                      |                 |                 |                |            |            |                |                |                |                  |
| Kaede                     | S9  |                      |                 |                 |                |            |            |                |                |                |                  |
| Seo DaHyun                | S10 |                      |                 |                 |                |            |            |                |                |                |                  |
| Nien                      | S13 |                      |                 |                 |                |            |            |                |                |                |                  |
| Park SoHyun               | S14 |                      |                 |                 |                |            |            |                |                |                |                  |
| Xinyu                     | S15 |                      |                 |                 |                |            |            |                |                |                |                  |
| Kotone                    | S11 |                      |                 |                 |                |            |            |                |                |                |                  |
| Kwak YeonJi               | S12 |                      |                 |                 |                |            |            |                |                |                |                  |
| Mayu                      | S16 |                      |                 |                 |                |            |            |                |                |                |                  |
| Lynn                      | S17 |                      |                 |                 |                |            |            |                |                |                |                  |
| JooBin                    | S18 |                      |                 |                 |                |            |            |                |                |                |                  |
| HaYeon                    | S19 |                      |                 |                 |                |            |            |                |                |                |                  |
| ShiOn                     | S20 |                      |                 |                 |                |            |            |                |                |                |                  |
| Kim ChaeWon               | S21 |                      |                 |                 |                |            |            |                |                |                |                  |
| Sullin                    | S22 |                      |                 |                 |                |            |            |                |                |                |                  |
| SeoAh                     | S23 |                      |                 |                 |                |            |            |                |                |                |                  |
| JiYeon                    | S24 |                      |                 |                 |                |            |            |                |                |                |                  |
| Ngày tung teaser đầu tiên |     | 10/10/2022           | 21/01/2023      | 17/04/2023      | 06/06/2023     | 21/07/2023 | 18/09/2023 | 14/12/2023     | 31/12/2023     | 13/06/2024     | TBA              |
| Ngày ra mắt               |     | 27/10/2022           | 13/02/2023      | 05/05/2023      | 06/06/2023     | 17/08/2023 | 11/10/2023 | 23/12/2023     | 15/01/2024     | 21/06/2024     | TBA              |
| Ngày kết thúc quảng bá    |     | 11/12/2022           | 05/03/2023      | 20/07/2023      | Không quảng bá | 03/09/2023 | 29/10/2023 | Không quảng bá | Không quảng bá | Không quảng bá | TBA              |

*: Tuy tripleS (OT10) chỉ ra mắt với 10 thành viên, nhưng do thời điểm đấy chỉ 10 thành viên đầu tiên được công bố nên được coi là màn ra mắt của nhóm.
**: Acid Eyes không có màn ra mắt chính thức hay bất kỳ hoạt động quảng bá nào mà chỉ có một single remix duy nhất.

## Danh sách đĩa nhạc

### Album
| Tên                                                    | Chi tiết | Nhóm nhỏ | Vị trí xếp hạng cao nhất | Doanh số       |
| Tên                                                    | Chi tiết | Nhóm nhỏ | KOR                      |                |
| ------------------------------------------------------ | --- | -------- | ------------------------ | -------------- |
| 4study4work4inst Vol. 1                                | - Phát hành: 01 tháng 2, 2024 - Hãng đĩa: Modhaus, Kakao Entertainment - Định dạng: tải trực tuyến, streaming | tripleS  | _                        | _              |
| ASSEMBLE24                                             | - Phát hành: 08 tháng 5, 2024 - Hãng đĩa: Modhaus - Định dạng:CD, tải trực tuyến, streaming                   | tripleS  | _                        | - KOR: 109,718 |
| "_" thể hiện đĩa đơn không xếp hạng trên bảng xếp hạng | |          |                          |                |

### Đĩa mở rộng
| Tên       | Chi tiết | Nhóm nhỏ             | Vị trí xếp hạng cao nhất | Doanh số      |
| Tên       | Chi tiết | Nhóm nhỏ             | KOR                      |               |
| --------- | --- | -------------------- | ------------------------ | ------------- |
| Access    | - Phát hành: 28 tháng 10, 2022 - Hãng đĩa: Modhaus, Kakao Entertainment - Định dạng: CD, tải trực tuyến, streaming            | Acid Angel from Asia | 9                        | - KOR: 26,063 |
| ASSEMBLE  | - Phát hành: 13 tháng 2, 2023 - Hãng đĩa: ModHaus, Kakao - Định dạng: CD, tải trực tuyến, streaming                           | tripleS              | 10                       | KOR: 48,869   |
| AESTHETIC | - Phát hành: 4 tháng 5, 2023 - Hãng phát hành: Modhaus, Kakao Entertainment - Định dạng: CD, tải trực tuyến, streaming        | +(KR)ystal Eyes      | 8                        | - KOR: 54,866 |
| ↀ         | - Phát hành: 17 tháng 8, 2023 - Hãng đĩa: Modhaus - Phân phối: Kakao Entertainment - Định dạng: CD, tải trực tuyến, streaming | LOVElution           | 14                       | - KOR: 35,587 |
| ⟡         | - Phát hành: 17 tháng 8, 2023 - Hãng đĩa: Modhaus - Phân phối: Kakao Entertainment - Định dạng: CD, tải trực tuyến, streaming | EVOLution            | 12                       | - KOR: 28,238 |

### Single album
| Tên                                                                                           | Chi tiết                                                                                       | Nhóm nhỏ  | Vị trí xếp hạng cao nhất | Doanh số |
| Tên                                                                                           | Chi tiết                                                                                       | Nhóm nhỏ  | KOR                      | Doanh số |
| --------------------------------------------------------------------------------------------- | ---------------------------------------------------------------------------------------------- | --------- | ------------------------ | -------- |
| CHERRY GENE                                                                                   | - Phát hành: 6 tháng 6, 2023 - Hãng đĩa: ModHaus, Kakao - Định dạng: tải trực tuyến, streaming | ACID EYES | _                        | _        |
| "_" thể hiện single album không xếp hạng trên bảng xếp hạng hoặc không có số liệu về doanh số |                                                                                                |           |                          |          |

### Đĩa đơn
| Tên                                                    | Năm  | Vị trí xếp hạng cao nhất | Vị trí xếp hạng cao nhất | Album                    | Nhóm nhỏ             |
| Tên                                                    | Năm  | KOR                      | NZ Hot                   | Album                    | Nhóm nhỏ             |
| ------------------------------------------------------ | ---- | ------------------------ | ------------------------ | ------------------------ | -------------------- |
| "Generation"                                           | 2022 | 194                      | 34                       | Access                   | Acid Angel from Asia |
| "Rising"                                               | 2023 | 110                      | _                        | ASSEMBLE                 | tripleS              |
| "Cherry Talk"                                          | 2023 | _                        | _                        | AESTHETIC                | +(KR)ystal Eyes      |
| "Touch+"                                               | 2023 | _                        | _                        | AESTHETIC                | +(KR)ystal Eyes      |
| "Cherry Gene (Baddest Mix)"                            | 2023 | _                        | _                        | CHERRY GENE              | ACID EYES            |
| "Girls' Capitalism"                                    | 2023 | _                        | _                        | ↀ                        | LOVElution           |
| "Invincible"                                           | 2023 | _                        | _                        | ⟡                        | EVOLution            |
| "Just Do It"                                           | 2023 | _                        | _                        | Single không thuộc album | NXT                  |
| "Structure Of Sadness                                  | 2024 | _                        | _                        | Single không thuộc album | Aria                 |
| "Girls Never Die"                                      | 2024 | _                        | _                        | ASSEMBLE24               | tripleS              |
| "Inner Dance"                                          | 2024 | _                        | _                        | Single không thuộc album | Glow                 |
| "_" thể hiện đĩa đơn không xếp hạng trên bảng xếp hạng |      |                          |                          |                          |                      |

## Danh sách video

### Video âm nhạc
| Tựa đề                     | Năm  | Tham gia                     | Director(s)                         | Ref.            |
| -------------------------- | ---- | ---------------------------- | ----------------------------------- | --------------- |
| "Generation"               | 2022 | tripleS Acid Angel from Asia | Oh Ji-won (Undermood Film)          | [ 147 ] [ 148 ] |
| "Rising"                   | 2023 | tripleS OT10                 | Oh Ji-won (Undermood Film)          | [ 149 ] [ 150 ] |
| "Cherry Talk"              | 2023 | tripleS +(KR)ystal Eyes      | Oh Ji-won (Undermood Film)          | [ 151 ] [ 152 ] |
| "Touch+"                   | 2023 | tripleS +(KR)ystal Eyes      | Unknown                             | [ 153 ]         |
| "‘Cherry Gene’ Visualizer" | 2023 | tripleS Acid Eyes            | Unknown                             | [ 154 ]         |
| "Girls' Capitalism"        | 2023 | tripleS LOVElution           | Oh Ji-won (Undermood Film)          | [ 155 ] [ 156 ] |
| "Invincible"               | 2023 | tripleS EVOLution            | Ha Junghoon, Lee Hyesung (HATTRICK) | [ 157 ] [ 158 ] |
| "Door"                     | 2024 | triples Aria                 |                                     | [ 159 ]         |
| "Girls Never Die"          | 2024 | tripleS                      |                                     | [ 160 ]         |
| "Inner Dance"              | 2024 | tripleS Glow                 |                                     | [ 116 ]         |

### Teaser giới thiệu các thành viên (S TEASER)
| Thứ tự đăng tải | Tựa đề          | Năm  | Tham gia     | Tham gia  | Tham khảo |
| Thứ tự đăng tải | Tựa đề          | Năm  | Thành viên   | Số thứ tự | Tham khảo |
| --------------- | --------------- | ---- | ------------ | --------- | --------- |
| 01              | YoonSeoYeon.SSS | 2022 | Yoon SeoYeon | S1        | [ 161 ]   |
| 02              | JeongHyeRin.SSS | 2022 | Jeong HyeRin | S2        | [ 162 ]   |
| 03              | LeeJiWoo.SSS    | 2022 | Lee JiWoo    | S3        | [ 163 ]   |
| 04              | KimChaeYeon.SSS | 2022 | Kim ChaeYeon | S4        | [ 164 ]   |
| 05              | Who is S5       | 2022 | Kim YooYeon  | S5        | [ 165 ]   |
| 06              | KimYooYeon.SSS  | 2022 | Kim YooYeon  | S5        | [ 166 ]   |
| 07              | KimSooMin.SSS   | 2022 | Kim SooMin   | S6        | [ 167 ]   |
| 08              | KimNaKyoung.SSS | 2022 | Kim NaKyoung | S7        | [ 168 ]   |
| 09              | GongYuBin.SSS   | 2022 | Gong YuBin   | S8        | [ 169 ]   |
| 10              | Kaede.SSS       | 2022 | Kaede        | S9        | [ 170 ]   |
| 11              | SeoDaHyun.SSS   | 2022 | Seo DaHyun   | S10       | [ 171 ]   |
| 12              | Kotone.SSS      | 2023 | Kotone       | S11       | [ 172 ]   |
| 13              | KwakYeonJi.SSS  | 2023 | Kwak YeonJi  | S12       | [ 173 ]   |
| 14              | Nien.SSS        | 2023 | Nien         | S13       | [ 174 ]   |
| 15              | ParkSoHyun.SSS  | 2023 | Park SoHyun  | S14       | [ 175 ]   |
| 16              | Xinyu.SSS       | 2023 | Xinyu        | S15       | [ 176 ]   |
| 17              | Mayu.SSS        | 2023 | Mayu         | S16       | [ 177 ]   |
| 18              | Lynn.SSS        | 2023 | Lynn         | S17       | [ 178 ]   |
| 19              | JooBin.SSS      | 2023 | JooBin       | S18       | [ 179 ]   |
| 20              | JeongHaYeon.SSS | 2023 | Jeong HaYeon | S19       | [ 180 ]   |
| 21              | ParkShiOn.SSS   | 2023 | Park ShiOn   | S20       | [ 181 ]   |
| 22              | KimChaeWon.SSS  | 2024 | Kim ChaeWon  | S21       | [ 182 ]   |
| 23              | Sullin.SSS      | 2024 | Sullin       | S22       | [ 183 ]   |
| 24              | SeoAh.SSS       | 2024 | SeoAh        | S23       | [ 184 ]   |
| 25              | JiYeon.SSS      | 2024 | JiYeon       | S24       | [ 185 ]   |

## Giải thưởng & đề cử
| Năm  | Giải thưởng              | Hạng mục                               | Đề cử       | Kết quả   | Tham khảo |
| ---- | ------------------------ | -------------------------------------- | ----------- | --------- | --------- |
| 2023 | Hanteo Music Awards      | Tân binh nữ của năm                    | tripleS     | Đề cử     | [ 186 ]   |
| 2023 | Hanteo Music Awards      | Tân binh nữ của năm                    | tripleS     | Đoạt giải | [ 186 ]   |
| 2023 | Brand Of The Year Awards | Tân binh nữ                            | tripleS     | Đoạt giải | [ 187 ]   |
| 2023 | Mnet Asian Music Awards  | Nghệ sĩ nữ mới xuất sắc nhất           | tripleS     | Đoạt giải | [ 188 ]   |
| 2023 | Mnet Asian Music Awards  | Album của năm                          | tripleS     | Đề cử     | [ 188 ]   |
| 2023 | Mnet Asian Music Awards  | Nghệ sĩ của năm                        | tripleS     | Đề cử     | [ 188 ]   |
| 2024 | Newsis Hallyu Expo       | Công ty sáng tạo nội dung của Hàn Quốc | Jaden Jeong | Đoạt giải | [ 189 ]   |
| 2024 | K-World Dream Awards     | Xu hướng mới xuất sắc nhất             | tripleS     | Đoạt giải | [ 190 ]   |

## Chương trình âm nhạc

### The Show
| Năm  | Ngày       | Bài hát           | Điểm |
| ---- | ---------- | ----------------- | ---- |
| 2024 | 14 tháng 5 | "Girls Never Die" | 7200 |
| 2024 | 5 tháng 11 | "Hit the Floor"   | 6900 |
| 2025 | 20 tháng 5 | "Are You Alive"   | 9560 |

### Show Champion
| Năm  | Ngày       | Bài hát         | Điểm |
| ---- | ---------- | --------------- | ---- |
| 2025 | 21 tháng 5 | "Are You Alive" | 5758 |